# Río Ponnaiyar
El río Ponnaiyar (Tamil: தென்பெண்ணை ஆறு, Kannada: ಪೊನ್ನೈಯಾರ್ ನದಿ) es un río que discurre por el extremo suroriental de la India. Nace en las montañas de Nandidrug, en el distrito de Kolar, en el estado de Karnataka, y fluye hacia el sur y luego al este, en un recorrido de 400 kilómetros a través de Karnataka y luego del estado de Tamil Nadu. Desemboca en la bahía de Bengala en Cuddalore.